# Kate Frost
Kate Frost (Mesa, Arizona; 25 de noviembre de 1980) es una actriz pornográfica y modelo erótica estadounidense.

## Biografía
Frost nació y creció en el estado de Arizona. Estudió en la Bostrom Alternative Center y el Metro-Tech High School, ambas de Phoenix. Hizo su debut en la industria pornográfica en el año 2000, a los 19 años de edad, habiendo trabajado con productoras como Jill Kelly Productions, Devil's Film, Brazzers, VCA Pictures, Club Jenna, Adam & Eve, Club Jenna, Kink.com, Evil Angel, Bangbros, Vivid, New Sensations, Naughty America, Reality Kings o Mile High, entre otras.
En 2001 recibió su primeras nominación en los Premios AVN en la categoría de Mejor escena de sexo en grupo por la película Please 12; al año siguiente repitió ahora como nominada a la Mejor actriz revelación. En 2003 sería nominada a Mejor actriz por Virgin Canvas y ganaría el galardón por la Mejor escena de sexo anal, junto a Rocco Siffredi por The Fashionistas.
Se retiró de la industria en 2017, habiendo rodado más de 180 películas como actriz.
Algunos trabajos suyos son Ashton Asylum, Cocktail Party, Double Dickin', Grrl Power! 5, House Guest, Innocence, Les Vampyres 2, MILF Soup 44, Panty Hoes 3, Turbo Sluts o Violation of Kate Frost.

## Premios y nominaciones
| Año  | Ceremonia   | Resultado | Premio                        | Trabajo          |
| ---- | ----------- | --------- | ----------------------------- | ---------------- |
| 2001 | Premios AVN | Nominada  | Mejor escena de sexo en grupo | Please 12        |
| 2002 | Premios AVN | Nominada  | Mejor actriz revelación       | —                |
| 2003 | Premios AVN | Nominada  | Mejor actriz                  | Virgin Canvas    |
| 2003 | Premios AVN | Ganadora  | Mejor escena de sexo anal     | The Fashionistas |